# Studio d'Odessa

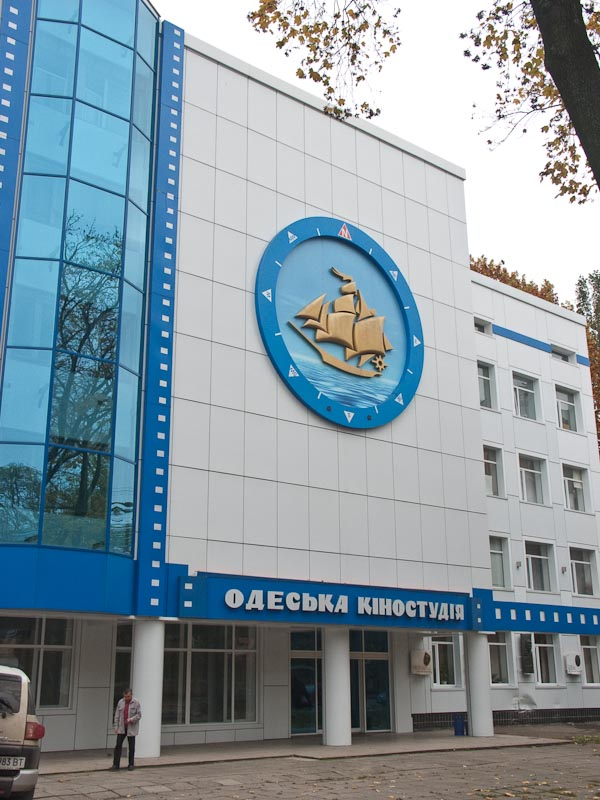
Les Studios d'Odessa.

Le Studio d'Odessa est une des principales structures de production cinématographique en Ukraine. Créé en 1907 à Odessa du temps de la Russie impériale, le studio a développé une intense activité de production pendant l'URSS. Après une période de fort déclin durant les années 1990, il produit de nouveau des films, sous les couleurs ukrainiennes.

## Histoire et caractéristiques

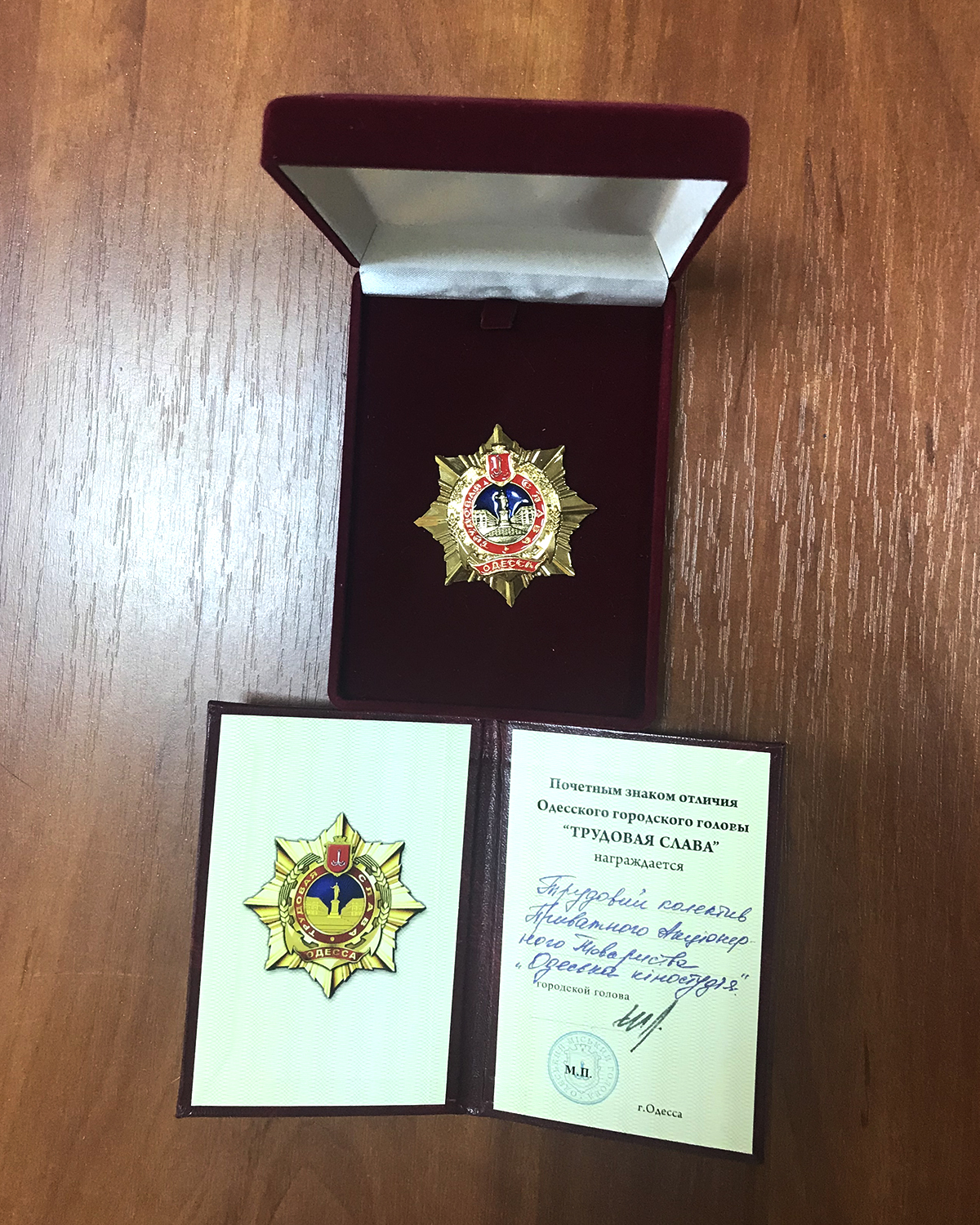
Prix à l'occasion du centenaire du studio de cinéma d'Odessa.

Le studio d'Odessa est une des plus anciennes traces de structures cinématographiques en Ukraine. Il est fondé en 1907.
Avant même la nationalisation de l'industrie cinématographique (décret du 27 août 1919), le studio est confirmé dans sa mission par le Narkompros, organisme d'État chargé de veiller au bon développement du cinéma.

## Films produits
- 1981 : La Boucle d'Orion

## Réalisateurs associés
Les réalisateurs associés des studios soviétiques ne sont pas associés -au sens financier du terme- à la production des films, mais sont liés par des contrats de partenariats -relativement- exclusifs avec le studio :
- Kira Mouratova
- Gueorgui Jungwald-Khilkevitch